# Polska na zawodach Pucharu Europy w Lekkoatletyce 2006
Polska na zawodach Pucharu Europy w Lekkoatletyce 2006 – wyniki reprezentacji Polski w 27. edycji Pucharu Europy w 2006.
Zarówno reprezentacja żeńska, jak i reprezentacja męska wystąpiły w zawodach Superligi (I poziom rozgrywek), które odbyły się w dniach 28–29 czerwca 2006 w Maladze.

## Mężczyźni
Polska zajęła 4. miejsce wśród dziewięciu zespołów, zdobywając 107 punktów i utrzymała się w superlidze.
- 100 m: Dariusz Kuć – 7 m. (10,30)
- 200 m: Marcin Urbaś – 3 m. (20,55)
- 400 m: Daniel Dąbrowski – 3 m. (46,37)
- 800 m: Grzegorz Krzosek – 5 m. (1:47,20)
- 1500 m: Mirosław Formela – 4 m. (3:52,03)
- 3000 m: Yared Shegumo – 7 m. (8:31,61)
- 5000 m: Michał Kaczmarek – 8 m. (14:51,61)
- 110 m ppł: Artur Kohutek – 6 m. (13,84)
- 400 m ppł: Marek Motyka – 9 m. (52,93)
- 3000 m z przeszkodami: Radosław Popławski – 8 m. (8:37,30)
- skok wzwyż: Aleksander Waleriańczyk – 4 m. (2,27)
- skok o tyczce: Przemysław Czerwiński – 5 m. (5,35)
- skok w dal: Marcin Starzak – 3 m. (8,09)
- trójskok: Jacek Kazimierowski – 6 m. (15,91)
- pchnięcie kulą: Tomasz Majewski – 6 m. (19,83)
- rzut dyskiem: Piotr Małachowski – 1 m. (66,21)
- rzut młotem: Szymon Ziółkowski – 1 m. (79,31)
- rzut oszczepem: Igor Janik – 3 m. (79,30)
- sztafeta 4 × 100 m: Dariusz Kuć, Łukasz Chyła, Marcin Jędrusiński, Marcin Urbaś – 1 m. (39,07)
- sztafeta 4 × 400 m: Rafał Wieruszewski, Piotr Klimczak Marcin Marciniszyn, Daniel Dąbrowski – 2 m. (3:03,86)

## Kobiety
Polska zajęła 2. miejsce wśród dziewięciu zespołów, zdobywając 111,5 punkty i zakwalifikowała się do zawodów Pucharu Świata.
- 100 m: Daria Onyśko – 8 m. (11,53)
- 200 m: Monika Bejnar – 3 m. (22,97)
- 400 m: Zuzanna Radecka – 5 m. (53,32)
- 800 m: Aneta Lemiesz – 4 m. (2:04,21)
- 1500 m: Anna Jakubczak – 5 m. (4:17,09)
- 3000 m: Justyna Lesman – 3 m. (9:02,64)
- 5000 m: Lidia Chojecka – 4 m. (16:28,47)
- 100 m ppł: Kaja Tokarska – 9 m. (13,69)
- 400 m ppł: Anna Jesień – 5 m. (56,74)
- 3000 m z przeszkodami: Katarzyna Kowalska – 3 m. (9:56,10)
- skok wzwyż: Marta Borkowska – 8 m.= (1,80, ex equo z jeszcze jedną zawodniczką)
- skok o tyczce: Monika Pyrek – 1 m. (4,75)
- skok w dal: Małgorzata Trybańska – 6 m. (6,49)
- trójskok: Aleksandra Fila – 6 m. (13,65)
- pchnięcie kulą: Krystyna Zabawska – 3 m. (17,78)
- rzut dyskiem: Wioletta Potępa – 4 m. (60,94)
- rzut młotem: Kamila Skolimowska – 2 m. (68,16)
- rzut oszczepem: Barbara Madejczyk – 1 m. (64,08)
- sztafeta 4 × 100 m: Iwona Dorobisz, Daria Onyśko, Dorota Dydo, Joanna Gabryelewicz – 6 m. (44,90)
- sztafeta 4 × 400 m: Zuzanna Radecka, Monika Bejnar, Małgorzata Pskit, Grażyna Prokopek – 2 m. (3:26,60)